# Augustin Pyrame de Candolle

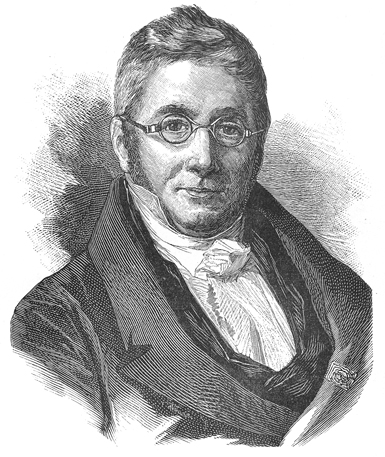
Augustin Pyrame de Candolle

Augustin Pyrame de Candolle, auch Augustin Pyramus de Candolle (* 4. Februar 1778 in Genf; † 9. September 1841 ebenda), war ein Schweizer Botaniker und Naturwissenschaftler. Sein offizielles botanisches Autorenkürzel lautet «DC.»

## Leben und Wirken
Augustin Pyrame de Candolle  war der Sohn von Augustin de Candolle, einem Bankier und Magistraten, und Louise-Eléonore Brière. Er absolvierte zunächst in Paris ein Studium der Medizin, das er 1804 abschloss. Danach studierte er Biologie bei Georges Cuvier und Jean-Baptiste de Lamarck und führte Arbeiten für diese aus. 1807 gehörte er zu den neun Gründungsmitgliedern der Société d’Arcueil. 1808 übernahm er einen Lehrstuhl für Botanik an der Naturwissenschaftlichen Fakultät in Montpellier, wo er auch den Botanischen Garten leitete. In Montpellier lernte er den mexikanischen Botaniker José Mariano Mociño kennen, der ihm die Aufzeichnungen und Proben aus seiner botanischen Expedition mit Martín Sessé y Lacasta überliess. 1816 kehrte Candolle nach Genf zurück, wo er bis 1834 einen Lehrstuhl für Botanik und Zoologie an der Universität Genf innehatte. Er gründete 1817 den Jardin botanique de Genève als ersten botanischen Garten in Genf, auf dem Gelände des Parc des Bastions. Er war von 1830 bis 1832 Rektor der Universität Genf und von 1816 bis 1841 Mitglied des Genfer Kantonsparlaments.
Zu den Zeitgenossen, die ihn stark beeinflussten, zählen Alexander von Humboldt, Georg Ludwig Koeler, Jean-Baptiste de Lamarck und Georges Cuvier. Zu seinen Veröffentlichungen gehören die Historia Plantarum Succulentarum (Histoire des plantes grasses, 1799 bis 1803) und Théorie élémentaire de la botanique (1813), in der er ein neues Klassifikationssystem für Pflanzen vorstellte. Er zählt zu den bedeutendsten Botanikern seines Jahrhunderts und hat unter anderem die Adventivfloristik wesentlich beeinflusst. Seine Werke Prodromus systematis naturalis regni vegetabilis (1824–1841) und Monographie des Astragales (1802) dienten Benjamin Daydon Jackson als Grundlagenwerke für die Erstellung des Index Kewensis.
Am 18. Juli 1807 erklomm Candolle zusammen mit seinem einheimischen Führer Simon Faure als Erster den Pic de Montcalm in den Pyrenäen.

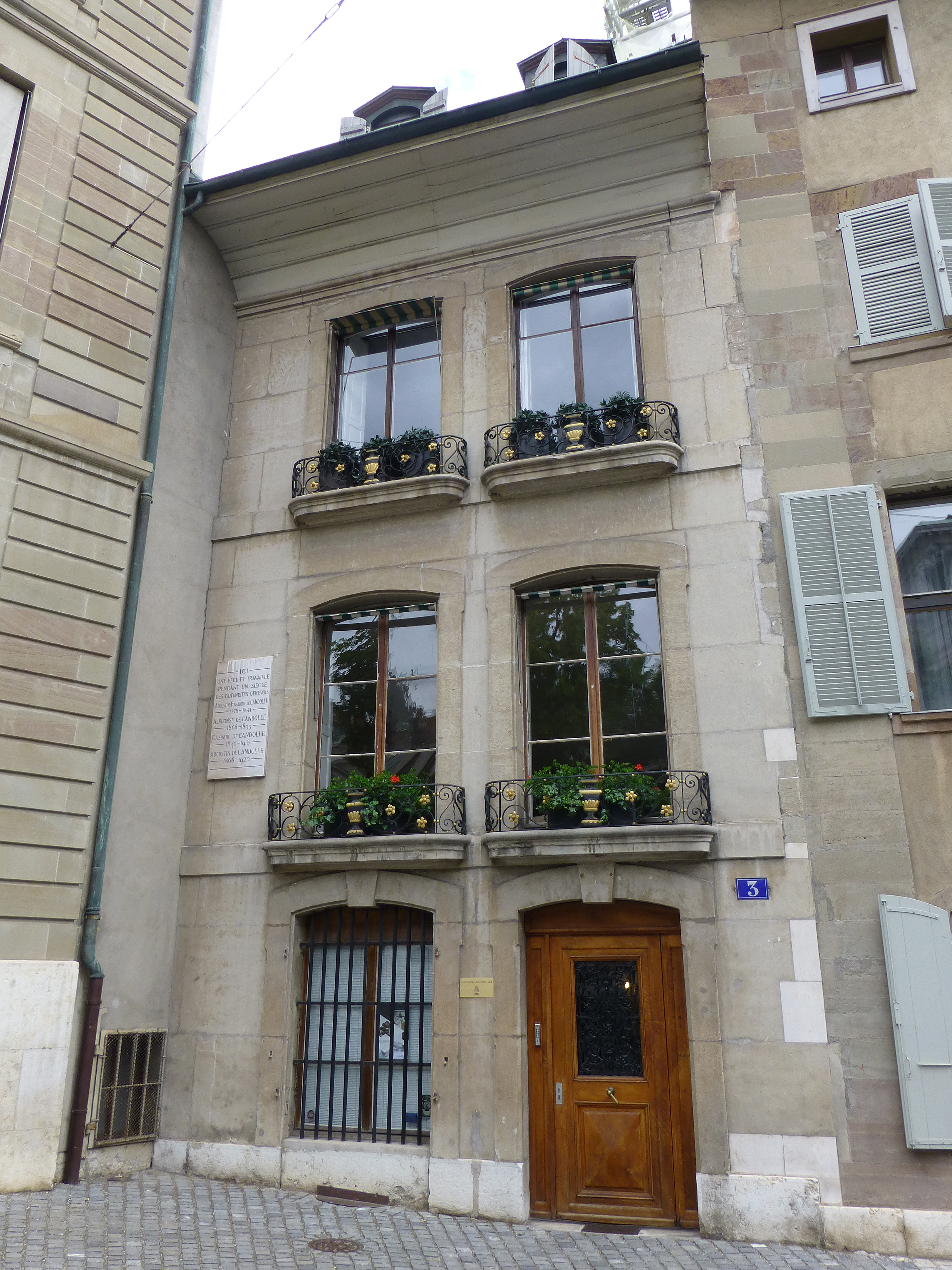
Wohnhaus von Augustin Pyrame de Candolle in Genf

1802 heiratete er Anne-Françoise Torras (1782–1854). Das Paar hatte drei Kinder: Amella Louise (1803–1804), Alphonse Louis Pierre Pyrame, der ebenfalls Botaniker wurde und 1835 seinen Lehrstuhl übernahm, und Benjamin Charles François (1812–1825).
Er war der Grossonkel des Juristen und Politikers Gustave und dessen Bruders, des Bankiers und Politikers Ernest Pictet.

## Ehrungen
1810 wurde er als korrespondierendes Mitglied in die Académie des sciences aufgenommen; seit 1841 war er associé étranger der Akademie. Im Jahr 1818 wurde er zum Mitglied der Gelehrtenakademie Leopoldina, 1820 zum auswärtigen Mitglied der Bayerischen Akademie der Wissenschaften, 1823 zum auswärtigen Mitglied der Königlich Dänischen Akademie der Wissenschaften und 1827 zum korrespondierenden Mitglied der Preussischen Akademie der Wissenschaften sowie zum assoziierten Mitglied der Königlich Niederländischen Akademie der Wissenschaften gewählt. Seit 1826 war er korrespondierendes und seit 1835 Ehrenmitglied der Russischen Akademie der Wissenschaften in Sankt Petersburg. Die Royal Society, deren auswärtiges Mitglied er seit 1822 war, zeichnete ihn 1833 mit der Royal Medal aus. 1823 wurde er zum Fellow der Royal Society of Edinburgh und 1834 zum korrespondierenden Mitglied der Académie royale des Sciences, des Lettres et des Beaux-Arts de Belgique gewählt.
Nach ihm wurden die Gattungen Candollea Mirb. aus der Familie der Tüpfelfarngewächse (Polypodiaceae), Candolleodendron R.S.Cowan aus der Familie der Hülsenfrüchtler (Fabaceae), Candollina Tiegh. aus der Familie der Riemenblumengewächse (Loranthaceae) und Decandolia Bastard aus der Familie der Süssgräser (Poaceae) benannt.

## Schriften (Auswahl)
- Histoire des plantes grasses. 1799–1803 (dt. Teilübersetzung 1981).
  - Vgl. auch Pierre-Joseph Redouté: Kakteen und andere Sukkulenten. Eine Auswahl aus den «Plantes grasses» des A.-P. de Candolle. Mit einem Nachwort von Edmund Launert. Mit 78 Farbtafeln. Harenberg, Dortmund (= Die bibliophilen Taschenbücher. Band 232).
- Monographie des Astragales. 1802.
- Essai sur les propriétés médicinales des plantes comparées avec leurs formes extérieures et leur classification naturelle (Habilitationsschrift, 1804, deutsche Übersetzung der 2. Auflage 1818).
- Mitarbeit bei der Überarbeitung der «Flore française» von Lamarck (1300 Arten hinzugefügt, 1805).
- Catalogus Plantarum Horti Botanici Monspeliensis. Paris 1813 (online).
- Théorie élémentaire de la botanique. 1813 (online) – dt. Übersetzung 1814–1815.
- Essai élémentaire de géographie botanique. 1820 (online).
- Prodromus systematis naturalis regni vegetabilis (erste 7 Bände, 1824–1841, online).
- Collection de mémoires pour servir à l’histoire du règne végétal et plus spécialement pour servir de complément à quelques parties du Prodromus regni vegetabilis. 10 Teile, Paris 1828–1838 (online).
  - darin: Teil 8: Mémoire sur quelques espèces de cactées, nouvelles ou peu connues. Treuttel & Würtz, Paris 1834 (online).
- Revue de la Famille des Cactées. In: Memoires du Museum d’Histoire Naturelle. Band 17, 1828, S. 1–119, 21 Tafeln (online) = Revue de la Famille des Cactées. Paris 1829 (online).